# منتزه خجادور أبوفيان
منتزه خجادور أبوفيان (الأرمينية: Պուրակ Աբովյանի Պուրակ) هي حديقة تم افتتاحها في عام 1950 تقع في مقاطعة كينترون في مدينة يريفان في أرمينيا شمال شارع أبوفيان بحيث تشكل نقطة انطلاق للشارع. سميت الحديقة على اسم الكاتب الأرمني خلال القرن التاسع عشر خجادور أبوفيان.
وتتمحور الحديقة المستديرة الشكل حول تمثال خجادور أبوفيان.
تقع جامعة يريفان الطبية الحكومية على الحافة الجنوبية للمتنزه.